# Los Colores
Los Colores es una banda musical venezolana. Sus integrantes fueron Alejandro Sojo, Kocelia Bladehane, y Sergio Romero.

## Historia
La banda se formó en Caracas en 2011 y empezó a recibir reconocimiento después de participar en el Festival Nuevas Bandas en 2012, un evento cuyo objetivo es dar exposición y apoyo a los músicos emergentes del país. El 2 de enero de 2013 lanzaron su primer video y sencillo promocional, "Clásico", que fue adoptado en las principales emisoras juveniles de Venezuela, creando una mezcla tanto entre rock y bolera y entre la cultura pop clásica y la contemporánea; el sencillo fue acompañado por un Lado B, "Nos vamos los dos". El 2 de febrero fue lanzado su primer disco, Clásico, en formato digital y gratuito en la página de la discográfica venezolana Discos Caracas. A la semana siguiente la revista estadounidense Billboard reseñó el álbum y clasificó a Los Colores entre las 10 Promesas Jóvenes Latinoamericanas de 2013; el mismo año la banda abrió el concierto de La Vida Boheme con las canciones de su álbum debut; la banda continuó creciendo hasta su separación. Los Colores anunció su separación en 2014, aunque se aseguró que el anunció consistió en una broma.
En abril de 2021 se realizaron múltiples denuncias en contra de Alejandro Sojo, el exvocalista de la banda, de haber acosado y mantenido relaciones sexuales con menores de edad. Sojo publicó un comunicado en redes sociales reconociendo los señalamientos. El 28 de abril el Ministerio Público de Venezuela anunció que abriría una investigación contra Alejandro por las denuncias de abuso sexual, junto con el poeta Willy Mckey y el músico Tony Maestracci. El 25 de mayo el Ministerio Público venezolano emitió una orden de captura tanto contra Alejandro Sojo como contra Maestracci.
Para el año 2023 lanzaron los sencillos Cala y Sobrecarga de Melancolía. Y en 2024 publicaron El Nombre de Tu Perro y Mujercitas. Estos cuatro sencillos constituyen su actividad musical más reciente a la fecha como banda.

## Lanzamientos
- Clásico (2013)